# 馬里戈特 (多米尼克)
馬里戈特是加勒比海島國多米尼克聖安德魯區的最大村莊，位於該島東北海岸，也是漁業復合以及該島主機場道格拉斯-查爾斯機場的所在地，2001年人口2,676人。該村莊為地方政治家愛迪生·詹姆斯和板球賽場裁判員Billy Doctrove的出生地。